# Area metropolitana di Palermo

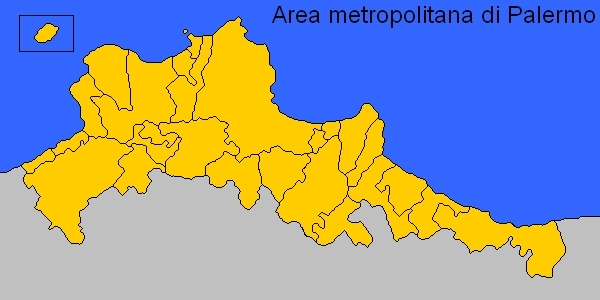
Cartina dell'area metropolitana con rappresentati i confini comunali

L'area metropolitana di Palermo è un'area metropolitana italiana, la più estesa della Sicilia, dovuta alla continuità urbana ed alla forte interazione sociale ed economica tra alcuni comuni della città metropolitana di Palermo ed il capoluogo stesso.
In totale l'area metropolitana di Palermo si estende su una superficie di 1.391,4 km² e conta una popolazione di 1.069.754 abitanti, di cui oltre il 60% corrisponde al comune di Palermo. L'area ha una densità di popolazione pari a 750,63 ab/km². Le aree metropolitane in Sicilia sono state istituite dalla legge regionale 9/1986, mentre la loro estensione è stata stabilita dal Decreto Presidente Regione 10/8/1995. La creazione di un vero e proprio ente istituzionale non avverrà comunque prima del compimento della riforma degli enti locali siciliani, prevista dal governo regionale Crocetta.

## Composizione
Secondo l'articolo 19 della legge regionale 9 del 1986 un'area metropolitana deve rispondere a quattro caratteristiche fondamentali:
1. i comuni devono appartenere al medesimo ambito provinciale;
2. la popolazione residente non deve essere inferiore a 250.000 abitanti;
3. devono essere caratterizzate dall'aggregazione, intorno ad un comune di almeno 200.000 abitanti, di più centri urbani aventi fra loro una sostanziale continuità di insediamenti;
4. i comuni coinvolti devono presentare una elevata integrazione in ordine ai servizi essenziali, al sistema dei trasporti e allo sviluppo economico-sociale.

L'area metropolitana di Palermo comprende la città di Palermo e altri 26 comuni limitrofi, di cui i più popolosi sono Bagheria, Monreale, Carini, come mostra la tabella seguente:
| Comune              | Superficie (in km²) | Popolazione |
| ------------------- | ------------------- | ----------- |
| Palermo             | 158,88              | 678.492     |
| Bagheria            | 29,68               | 56.584      |
| Monreale            | 529                 | 38.569      |
| Carini              | 76,86               | 36.797      |
| Partinico           | 110,32              | 31.868      |
| Misilmeri           | 69                  | 28.307      |
| Termini Imerese     | 77,58               | 27.196      |
| Villabate           | 3,83                | 20.538      |
| Cinisi              | 33,16               | 12.159      |
| Ficarazzi           | 3                   | 12.124      |
| Terrasini           | 19,44               | 11.861      |
| Casteldaccia        | 33,98               | 11.305      |
| Belmonte Mezzagno   | 29                  | 11.190      |
| Santa Flavia        | 14                  | 10.991      |
| Capaci              | 6,12                | 10.675      |
| Altofonte           | 35                  | 10.438      |
| Trabia              | 20,46               | 10.141      |
| Isola delle Femmine | 3,54                | 7.405       |
| Altavilla Milicia   | 23,79               | 7.396       |
| Borgetto            | 25                  | 7.394       |
| Balestrate          | 3,87                | 6.650       |
| Montelepre          | 9,89                | 6.451       |
| Torretta            | 25                  | 4.198       |
| Bolognetta          | 27                  | 4.159       |
| Trappeto            | 4                   | 3.261       |
| Giardinello         | 12                  | 2.278       |
| Ustica              | 8                   | 1.327       |
| TOTALE              | 1.391,4             | 1.069.754   |

## Trasporti
L'area metropolitana di Palermo si sviluppa principalmente in longitudine, lungo la costa settentrionale della Sicilia: il principale mezzo di trasporto, pertanto, è il Servizio ferroviario metropolitano di Palermo che collega attraversando la costa tirrenica da Termini Imerese fino all'aeroporto di Palermo-Punta Raisi; inoltre esistono linee ferrate per lo spostamento intra provinciale: la linea ferroviaria Palermo-Agrigento, che si sviluppa verso l'entroterra, e la linea ferroviaria Palermo-Trapani. Sono presenti, infine, varie linee su gomma che collegano tutti i paesi dell'hinterland con il capoluogo.